# Cốc biển bụng trắng
Fregata andrewsi là một loài chim trong họ Fregatidae.
Đây là loài đặc hữu của đảo Giáng Sinh.
Cốc biển bụng trắng có chiều dài 89–100 cm, sải cánh 205–230 cm và cân nặng khoảng 1.550 g.